# Frozen River
Frozen River (bra: Rio Congelado) é um filme de drama policial estadunidense de 2008 escrito e dirigido por Courtney Hunt. O roteiro se concentra em duas mulheres da classe trabalhadora que contrabandeiam imigrantes ilegais no porta-malas de um carro do Canadá para os Estados Unidos, a fim de fazer face às despesas. Recebeu duas indicações ao Oscar: Melhor Atriz (Melissa Leo) e Melhor Roteiro Original (Courtney Hunt).

## Sinopse
O filme se passa no norte do Estado de Nova Iorque, próximo a fronteira com o Canadá, dias antes do Natal. Duas mulheres, uma delas de origem Mohawk, são levadas pelas circunstâncias a facilitar o transporte de imigrantes ilegais através da reserva indígena Mohawk.

## Elenco
- Melissa Leo como Ray Eddy
- Misty Upham como Lila Littlewolf
- Charlie McDermott como Troy "T.J." Eddy, Jr.
- Michael O'Keefe como Trooper Kennedy
- Mark Boone Junior como Jacques Bruno
- James Reilly como Ricky Eddy
- Dylan Carusona como Jimmy
- Jay Klaitz como Guy Versailles
- Michael Sky como Billy Three Rivers
- John Canoe como Bernie Littlewolf

## Produção
Em uma entrevista a roteirista/diretora Courtney Hunt, realizado pouco antes do lançamento do filme, ela discutiu o tema predominante do amor de uma mãe por seus filhos sendo um traço culturalmente universal. Ela afirmou o momento mais importante de sua vida foi o nascimento de sua filha e como esse evento fez todos os seus outros objetivos prioridades menores. Ao mostrar como tal intimidade não conhece limites, culturalmente ou socialmente, Hunt disse esperar que seu filme permitiria o público a quebrar suas suposições sobre os outros ao seu redor.
O marido de Hunt é de Malone, Nova Iorque. Sempre os dois visitaram sua família eles ouviram histórias sobre Mohawks de contrabando de cigarros por condução através do rio São Lourenço quando se congela. Ela pensou que o conceito era um tema interessante para um filme, mas teve dificuldade em obter quaisquer apoios financeiros, porque tão poucas pessoas sabiam sobre o assunto. Ela conheceu cineasta Marc Blandori e atriz Melissa Leo no Festival de Cinema FilmColumbia 2003, em Chatham, Nova Iorque e ambos concordaram em participar do projeto, o que levou algum interesse por parte dos investidores. O primeiro esforço foi uma gravação de curta-metragem em Akwesasne perto de Massena, Nova Iorque. Hunt mostrou em várias sessões do festival e comprou-o aos produtores até que ela finalmente adquiriu financiamento suficiente para um longa-metragem. Frozen River foi filmado em temperaturas abaixo de zero na localização no Condado de Clinton e Beekmantown e na área em torno de Plattsburgh durante um período de 24 dias em março de 2007.

## Lançamento
O filme estreou no Festival Sundance de Cinema e foi exibido no MoMA Film Exhibition, no Festival Internacional de Cinema de Seattle, o Festival Internacional de Cinema de Provincetown, o Festival de Cinema de Nantucket, o Festival Internacional de Cinema de Melbourne, e no Festival de Cinema da Cidade de Traverse. Sony Pictures Classics pagou $500,000 para os direitos de distribuição do filme na América do Norte e alguns outros territórios . O filme arrecadou eventualmente US$ 2 511 476 no lançamento limitado nos cinemas dos Estados Unidos e US$ 2 946 188 em mercados estrangeiros para a bilheteria mundial total de US$ 5 457 664.

## Recepção da crítica
A recepção crítica foi muito positiva e o filme recebeu um total de 87% na revisão agregada do site Rotten Tomatoes e uma pontuação coletiva de 82 no Metacritic. O filme apareceu em muitas listas citando os melhores filmes de 2008, incluindo os do The Philadelphia Inquirer, o Los Angeles Times, The Hollywood Reporter, o New York Post, The Miami Herald, o Arkansas Democrat-Gazette, o New York Times, e o Chicago Reader. Roger Ebert do Chicago Sun-Times deu para Frozen River quatro estrelas (de quatro) e chamou-lhe "um daqueles raros filmes independentes que sabe exatamente o que pretende, e qual é o significado da história".
enquanto Stephen Holden escreveu no New York Times em 1 de agosto de 2008, que "magnífico retrato de uma mulher de grão indomável e sem um pingo de marcas de auto-piedade de Leo faz de "Frozen River", um estudo convincente de coragem indivíduo "e" se "Frozen River" é um filme realista social, ela não tem eixos políticos para moer".

## Prêmios e indicações
- Oscar de melhor atriz (Melissa Leo, nomeada)
- Oscar de melhor roteiro original (Courtney Hunt, nomeada)
- American Indian Film Festival Prêmio de melhor atriz coadjuvante (Misty Upham, venceu)
- Independent Spirit Award de Melhor Filme (Chip Hourihan e Heather Rae, nomeados)
- Independent Spirit Award de melhor atriz (Melissa Leo, venceu)
- Independent Spirit Award de melhor diretor (Courtney Hunt, nomeada)
- Independent Spirit Award de melhor primeiro roteiro (Courtney Hunt, nomeada)
- Independent Spirit Award de melhor ator coadjuvante (Charlie McDermott, nomeado)
- Independent Spirit Award de melhor atriz coadjuvante (Misty Upham, nomeada)
- Independent Spirit Award para a Produção (Heather Rae, venceu)
- Central Ohio Film Critics Association Award de melhor atriz (Melissa Leo, venceu)
- Central Ohio Film Critics Association Award para artista revelação (Melissa Leo, venceu)
- Chicago Film Critics Association Award for de melhor atriz (Melissa Leo, nomeada)
- Chicago Film Critics Association Award para a melhor cineasta promissor (Courtney Hunt, nomeada)
- Florida Film Critics Circle Award de melhor atriz (Melissa Leo, venceu)
- Gotham Independent Film Award de melhor filme (Courtney Hunt, Chip Hourihan e Heather Rae venceram)
- Gotham Independent Film Award para artista revelação (Melissa Leo, venceu)
- Festival Internacional de Cinema de Marrakech prêmio de melhor atriz (Melissa Leo, venceu)
- National Board of Review Award de melhor estréia na direção (Courtney Hunt, venceu)
- National Board of Review Spotlight Award (Melissa Leo, venceu; compartilhado com Richard Jenkins por O Visitante)
- New York Film Critics Circle Award por melhor primeiro filme (Courtney Hunt, venceu)
- Festival Internacional de Cinema de San Sebastián Silver Seashell de melhor atriz (Melissa Leo, winner)
- Festival Internacional de Cinema de San Sebastián SIGNIS Award (Courtney Hunt, venceu)
- Satellite Award de melhor filme em drama (nomeado)
- Satellite Award de melhor atriz em cinema (Melissa Leo, nomeada)
- Satellite Award de melhor roteiro original (Courtney Hunt, nomeada)
- Screen Actors Guild para melhor atriz no cinema (Melissa Leo, nomeada)
- Festival Internacional de Cinema de Estocolmo Cavalo de Bronze para melhor filme (Courtney Hunt, nomeada)
- Grande Prêmio do Juri no Festival Sundance de Cinema (Dramático) (venceu)

## Home media
Frozen River foi lançado em formato widescreen anamórfico em DVD em 10 de fevereiro de 2009. Tem uma faixa de áudio em inglês e legendas em francês. Os extras incluem um comentário em áudio pela roteirista/diretora Courtney Hunt e produtora Heather Rae e o trailer original.